# GR Andromedae
GR Andromedae eller HD 2453, är en ensam stjärna belägen i den södra delen av stjärnbilden Andromeda. Den har en genomsnittlig skenbar magnitud av ca 6,91 och kräver en handkikare eller ett mindre teleskop för att kunna observeras. Baserat på parallax enligt Gaia Data Release 2 på ca 5,35 mas beräknas den befinna sig på ett avstånd av ca 609 ljusår (ca 187 parsec) från solen. Den rör sig närmare solen med en heliocentrisk radialhastighet av ca -18 km/s. Stjärnans skenbara magnitud varierar mellan 6,87 och 6,95 med en period av 518,2 dygn. Den klassificeras som en Alfa2 Canum Venaticorum-variabel.

## Observation

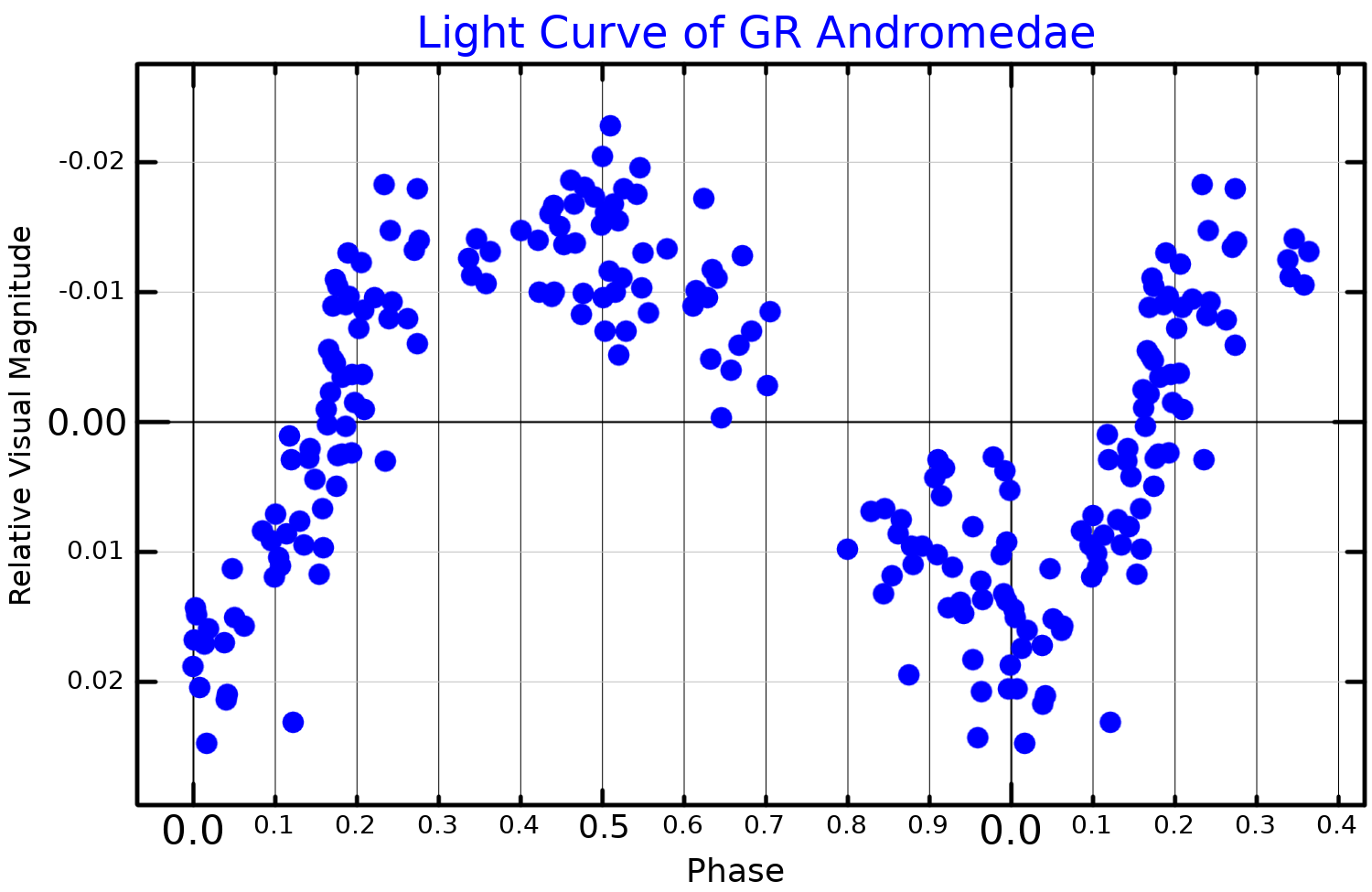
Ljuskurva i visuella bandet för GR Andromedae, som visar variation kring den genomsnittliga ljusstyrkan. Anpassad från Pyper et al. (2017)

Den fotometriska och spektrala variabiliteten hos GR Andromedae är typisk för en stjärna med ett starkt och variabelt magnetfält. På så sätt kan periodiciteten på 518,2 dygn identifieras som stjärnans rotationsperiod. Den är bland de långsammaste rotatorerna i kategorin magnetiskt kemiskt säregna stjärnor, med en beräknad ekvatoriell rotationshastighet på endast 0,2  km/s.
Strålningen som avges av GR Andromedae  är en typisk stjärnsvartkropp med absorptionslinjer från olika element, vilket ger stjärnan en spektraltyp A2pSrCrEu, vilket innebär att ovanligt starka linjer av strontium, krom och europium kan observeras. GR Andromedae  klassificeras således som en Ap-stjärna. Intensiteten och profilen hos spektrallinjerna varierar inom en cykel med samma period som ljusstyrkevariationerna.

## Egenskaper
GR Andromedae är en vit till blå stjärna i huvudserien. Den har en massa av ca 2,2 solmassor, en radie av ca 2,2 solradier och utsänder energi från dess fotosfär motsvarande ca 37 gånger solen vid en effektiv temperatur av ca 8 500 K.